# Diarville
Diarville település Franciaországban, Meurthe-et-Moselle megyében. Lakosainak száma 465 fő (2022. január 1.). Diarville Forcelles-sous-Gugney, Marainville-sur-Madon, Pont-sur-Madon, Bouzanville, Housséville, Saint-Firmin és Ambacourt községekkel határos.

## Népesség
A település népességének változása:
| Lakosok száma | 422  | 426  | 453  | 494  | 520  | 524  | 539  | 502  | 484  | 465  |
|               | 1968 | 1982 | 1990 | 2006 | 2013 | 2015 | 2017 | 2019 | 2020 | 2022 |